# وزن حجمي
الوزن الحجمي (بالإنجليزية: volumetric weight)‏ أو (بالإنجليزية: Dimensional weight)‏ هو معيار وطريقة تسعير تستخدمها شركات الشحن لحساب تكلفة الشحن؛ وذلك لاعتبارات تنظيمية داخل الطائرة. وهذا المعيار يأخذ بالاعتبار الحجم الذي تشغله الشحنة من حيث الطول والعرض والارتفاع للبضائع المختلفة إلى جانب الوزن.
تعتمد رسوم الشحن على الوزن البعدي أو الوزن الفعلي، أيهما أكبر.
تُحسب تكاليف الشحن تاريخياً على أساس الوزن الإجمالي بالكيلوغرام أو الرطل. ومن خلال الاحتساب بالوزن فقط، تصبح الطرود خفيفة الوزن ومنخفضة الكثافة غير مربحة لشركات الشحن بسبب المساحة التي تشغلها في الشاحنة، أو الطائرة، أو السفينة بما يتناسب مع وزنها الفعلي.